# Hiperfantasia
Hiperfantasia é a condição de ter imagens mentais extremamente vívidas. É a condição oposta à afantasia, onde as imagens mentais visuais não estão presentes. A experiência de hiperfantasia é mais comum do que a afantasia, e foi descrita como "tão vívida quanto a visão real".